# Ceromya magnicornis
Ceromya magnicornis là một loài ruồi trong họ Tachinidae.